# Andy Whitfield
Andy Whitfield (Amlwch, 17 oktober 1971 – Sydney, 11 september 2011) was een Welsh acteur en model. Hij speelde onder meer de titelrol in de televisieserie Spartacus: Blood and Sand.
Whitfield was getrouwd en vader van twee kinderen. In maart 2010 werd er non-hodgkinlymfoom bij hem vastgesteld. In mei 2010 leek Whitfield beter te zijn en werden er plannen gemaakt voor het filmen van seizoen twee van Spartacus, maar vier maanden later bleek hij weer ziek. Op 11 september 2011 overleed hij in het bijzijn van zijn echtgenote aan lymfeklierkanker.

## Filmografie
Film:
- The Clinic (2009)
- Gabriel (2007)

Televisieserie:
- Spartacus: Gods of the Arena - Spartacus (2011, één aflevering)
- Spartacus: Blood and Sand - Spartacus (2010, dertien afleveringen)
- McLeod's Daughters - Brett Samuels (2008, één aflevering)
- Packed to the Rafters - Nick Leigh (2008, één aflevering)
- The Strip - Charlie Palmer (2008, twee afleveringen)
- All Saints - Matthew Parks (2004, één aflevering)

Documentaire:
- Gabriel: Behind the Madness (2008, als zichzelf)
- Be here now (2015, als zichzelf)